# Gbenga Arokoyo
Gbenga Arokoyo, född den 1 november 1992 i Kabba, är en nigeriansk fotbollstränare och tidigare fotbollsspelare som är tränare i Täfteå IK.

## Spelarkarriär
Arokoyo kom till Mjällby inför säsongen 2012 och han spelade totalt 48 allsvenska matcher för klubben. Under en match borta mot Djurgården 2013 träffades Arokoyo av ett päron och matchen bröts.
I juli 2014 skrev Arokoyo på ett fyraårskontrakt med turkiska Gaziantepspor. Han blev dock bara kvar där i två säsonger och gick sommaren 2016 till Portland Timbers i Major League Soccer (MLS). Han spelade en match för Timbers 2016 och spelade även för farmarklubben Portland Timbers 2. Inför 2017 års säsong slet han av hälsenan och missade hela säsongen. Inför 2018 års säsong byttes han bort till Atlanta United.
Den 31 januari 2018 värvades Arokoyo av Kalmar FF, där han skrev på ett treårskontrakt. I januari 2019 råkade Arokoyo ut för en hälseneskada, vilket gjorde att han missade hela säsongen 2019. Efter säsongen 2020 lämnade Arokoyo klubben. I februari 2021 värvades Arokoyo av Umeå FC, där han skrev på ett tvåårskontrakt.

## Tränarkarriär
Efter säsongen 2022 avslutade Arokoyo sin spelarkarriär och blev istället tränare i Umeå FC Akademi. Efter säsongen 2023 ersattes han som tränare av Fuad Musa. Arokoyo var därefter tränare i Umeå IK:s akademi innan han inför säsongen 2025 blev huvudtränare i division 2-klubben Täfteå IK.